# پیش منت اول (کنارک)
۲۵°۴۰′۴۸″ شمالی ۶۰°۲۴′۳۶″ شرقی / ۲۵٫۶۸۰۰۰°شمالی ۶۰٫۴۱۰۰۰°شرقی
پیش منت اول، روستایی از توابع بخش مرکزی شهرستان کنارک در استان سیستان و بلوچستان ایران است‌.

## جمعیت
این روستا در دهستان جهلیان قرار دارد و براساس سرشماری عمومی نفوس و مسکن در سال ۱۳۹۵، جمعیت آن برابر با ۲۲۹ نفر (۸۹ خانوار) بوده‌است.